# Plantago palustris
Plantago palustris är en grobladsväxtart som beskrevs av L. Fraser och Vickery. Plantago palustris ingår i släktet kämpar, och familjen grobladsväxter. Inga underarter finns listade i Catalogue of Life.